# S.T.I.C.S
S.T.I.C.S (Sounds That Inspire Conscious Souls) är ett skandinaviskt musik-, konst- och poesikollektiv som bildades 2004. Gruppen, som i dag är hemmahörande i Helsingborg,  grundades av tre medlemmar med bakgrund i Sverige, Komorerna, Zanzibar och Danmark. I många projekt samarbetar de också med andra musiker, poeter och konstnärer.
Gruppen har varit med och grundat rap-battlen The O-Zone battles, släppt flera egna album och mixtapes, och samarbetat med världsartister som  Brother Ali, Dead Prez, J. Cole, Anthony Hamilton och Seinabo Sey. Vid två tillfällen har gruppen korats till svenska mästare i poetry slam. Gruppens medlemmar har också varit engagerade i flera sociala projekt för integration och även samlat in pengar till Musikhjälpen.
Konstkollektivets medlemmar har i flera intervjuer talat om S.T.I.C.S filosofi, som handlar om att alltid låta musiken, poesin och konsten stå i centrum. Medlemmarna har uppgett att de offentligt inte vill skylta med sina egna namn, eftersom de anser att det finns en styrka av att ingå i ett sammanhang och en grupp, där man samarbetar och arbetar mot samma mål.

## Musik
S.T.I.C.S musik spänner över ett spektrum av musikaliska genrer, från roots, soul och reggae till hiphop och akustisk. Gruppen har sedan starten 2004 uppträtt på en rad platser runt om i världen, bland annat i Peking, New York och London, varit förband till artister som Talib Kweli, Angie Stone, Mos Def och Petter samt turnerat med rapparen One Be Lo. 2010 nominerades gruppen till Bästa nykomling på musikgalan Best African Achievement Awards.
S.T.I.C.S har gjort flera egna släpp, däribland med mixtapen Get your sh** straight, get the mixtape (2008), F.e.a.t.u.r.e.d (2012) och Bring the Bluecandy back (2013), EP:n S.T.I.C.S feat. Ladah (2009) och EP:n Themodynamics (2015).
2017 släpptes ljudkonstprojektet Weapon of Choice. Projektet består av 16 spår där ljuddesign, storytelling och musik blandas med spoken word. Bland de som medverkar på albumet finns soulartisten Anthony Hamilton som talar om sin syn på att förbereda sig inför kärleken.
S.T.I.C.S har vid ett flertal tillfällen spelat på Malmöfestivalen, Möllevångsfestivalen, Malmö Sommarscen och Helsingborgsfestivalen. 2008 gjorde de turnén Lost element tour i Danmark och 2017 turnerade de med Weapon Of Choice i Washington D.C och New York. 
En av konstkollektivets medlemmar fick under 2017 motta ett Stim-stipendium för att utveckla sitt och gruppens musikskapande.
| År   | Diskografi                              |  | Typ      |  |
| ---- | --------------------------------------- |  | -------- |  |
| 2008 | Get your sh** straight, get the mixtape |  | Mixtape  |  |
| 2009 | S.T.I.C.S feat. Ladah                   |  | Ep       |  |
| 2012 | F.e.a.t.u.r.e.d                         |  | Mixtape  |  |
| 2013 | Bring the Bluecandy back                |  | Mixtape  |  |
| 2015 | Thermodynamics                          |  | Ep       |  |
| 2017 | Weapon Of choice                        |  | Antologi |  |

## Poesi
Gruppen har under namnet S.T.I.C.S Poets agerat inom spoken word-poesi i Sverige. 2007 och 2010 korades de till svenska mästare i poetry slam, trots att de första gången anmälde sig bara en halvtimme för tävlingens start. I skotska mästerskapen i poetry slam 2012 belönades S.T.I.C.S Poets med en placering bland de fem främsta.
| År   |  | Akademisk medverkan                                                                                                  | Författare |
| ---- |  | --- | --- |
| 2008 |  | Färdighet och lekfullt skapande.                                                                                     | Dankic. A |
| 2012 |  | Funky but Sharia | Thorén. C |
| 2012 |  | Intro - En antologi om musik och samhälle                                                                            | Dankic. A |
| 2014 |  | “Who is going to listen to an artist they have never seen” - A Study of YouTube, DIY Musicians and Entrepreneurship. | Abdulrahman. W |
| 2018 |  | Revolution Poetry.                                                                                                   | Burcu Sahin, Halima Shegow, Lovisa Wessberg, Makda Embaie, Meron Mangasha, Mona Monasar, Nabila Abdul Fattah, Nachla Libre, Nawroz Zakholy, Nebay Meles, Neftali Milfuegos, Nina Rashid, Quena Soruco, Rojda Sekersöz, Saman Sokhanran, Sara Benafshe Qasem, Sanam Qasem, Sara Nazari, S.T.I.C.S-POETS, Yodit Girmay , Dusan Marinkovic, Ikram Abdulkadir, Max Miliciano, Shantis, Iman Talabani, Hedy Aliyar, Robin Nazari, Mariama Jobe, Salih Bilic. |
| 2019 |  | Att göra hiphop : en studie av musikpraktiker och sociala positioner.                                                | Dankic. A |
| 2021 |  | Anthology of the Aware Vol.1                                                                                         | S.T.I.C.S |

## Kulturprojekt och socialt engagemang
Gruppen har genom åren genomfört flera sociala projekt, bland annat för att samla in pengar till Musikhjälpen, samt samarbetat med organisationer som Unicef, Röda Korset, BRIS, Rädda Barnen och varit ambassadörer för mentorprojektet Brightful.
De kulturöverskridande projekten Ceza - Holocaust, Drake - Hotline bling och Experience black har fått stort genomslag i sociala medier. I hemstaden Helsingborg har gruppen också legat bakom konstprojekten Bomba Helsingborg med kärlek (2017), Weapon of choice (2017)  och Streetart HBG (2017), som genomfördes i samarbetet med italienska konstkollektivet Artakademy.
I samtalsserien S.T.I.C.S Conversations har flera stora artister medverkat, däribland Anthony Hamilton, Black Milk, Brother Ali och Krazy Bone från Bone Thugs N Harmony. S.T.I.C.S har också varit med och grundat rap-battlen The O-Zone Battles, Nordens största rap-battleliga Konstkollektivet är också officiella värdar för arrangemanget, som hösten 2016 också genomfördes under Lund Comedy Festival.
| År                  |  | Utställningar                |  |
| ------------------- |  | ---------------------------- |  |
| 2017                |  | Bomba Helsingborg Med Kärlek |  |
| 2017 2018 2019 2020 |  | StreetArt Hbg                |  |
| 2017 2018 2019      |  | Weapon Of Choice             |  |